# The Platinum Collection (Matia Bazar)
The Platinum Collection è la diciannovesima raccolta dei Matia Bazar, pubblicata su CD dalla EMI Italiana (catalogo 999 5 10598 2) nel 2007.
| Recensione | Giudizio          |
| ---------- | ----------------- |
| OndaRock   | Disco consigliato |

## Descrizione
Raccolta ufficiale internazionale che fa parte dell'omonima collana della EMI, costituita da un Box Set monografico, normalmente di 3 CD, per ciascun artista/gruppo musicale trattato.
Tutte le canzoni sono rimasterizzate e provengono in gran parte dalle antologie Souvenir: The Very Best of Matia Bazar (1998), Sentimentale: le più belle canzoni d'amore... (2001: Cercami ancora, Amami e I Feel You), The Best Platinum Collection (2007: Tu semplicità, Ma perché e Italian sinfonia), con l'eccezione di Cuore Irlandese (remaster 1997 dell'album originale del 1989) e di tutte le tracce contrassegnate con *.
Tutti i brani sono cantati da Antonella Ruggiero.
Nessun inedito presente, né singolo estratto da questa raccolta.

## Tracce
L'anno indicato è quello di pubblicazione dell'album o del singolo che contiene il brano.
(*) Dal remaster Virgin 1991 dell'album corrispondente.

### CD 1
1. Solo tu – 3:27 (testo: Aldo Stellita – musica: Piero Cassano, Carlo Marrale) – 1977
2. Per un'ora d'amore (versione album) – 3:56 (testo: Giovanni Belfiore, Aldo Stellita – musica: Piero Cassano, Carlo Marrale) – 1976
3. Tu semplicità – 4:15 (testo: Giancarlo Golzi, Aldo Stellita – musica: Antonella Ruggiero, Piero Cassano, Carlo Marrale) – 1978
4. C'è tutto un mondo intorno – 4:19 (testo: Giancarlo Golzi, Aldo Stellita – musica: Antonella Ruggiero, Piero Cassano, Carlo Marrale) – 1979
5. Stasera che sera – 3:20 (testo: Aldo Stellita – musica: Piero Cassano, Carlo Marrale) – 1975
6. Mister Mandarino – 3:38 (testo: Aldo Stellita – musica: Piero Cassano, Carlo Marrale) – 1978
7. E dirsi ciao – 4:46 (testo: Giancarlo Golzi, Aldo Stellita – musica: Antonella Ruggiero, Piero Cassano, Carlo Marrale) – 1978
8. Cavallo bianco (versione album) – 4:55 (testo: Giovanni Belfiore, Aldo Stellita – musica: Piero Cassano, Carlo Marrale) – 1976
9. Playboy – 3:37 (testo: Giancarlo Golzi, Aldo Stellita – musica: Antonella Ruggiero, Piero Cassano, Carlo Marrale) – 1978*
10. Oggi per te – 4:23 (testo: Giancarlo Golzi, Aldo Stellita – musica: Antonella Ruggiero, Piero Cassano, Carlo Marrale) – 1979*
11. Se...[3] – 3:51 (testo: Aldo Stellita – musica: Piero Cassano, Carlo Marrale) – 1977*
12. Io, Matia (strumentale) – 3:07 (testo: Aldo Stellita – musica: Piero Cassano) – 1974*
13. Per un minuto e poi... – 5:40 (testo: Aldo Stellita – musica: Piero Cassano, Carlo Marrale) – 1977*
14. È magia – 4:39 (testo: Giancarlo Golzi, Aldo Stellita – musica: Antonella Ruggiero, Piero Cassano, Carlo Marrale) – 1978*
15. Che male fa – 3:52 (testo: Aldo Stellita – musica: Piero Cassano, Carlo Marrale) – 1977*
16. Non è poi tanto male – 3:34 (testo: Giancarlo Golzi, Aldo Stellita – musica: Antonella Ruggiero, Piero Cassano, Carlo Marrale) – 1979*
17. Ma perché[4] – 3:22 (testo: Aldo Stellita – musica: Piero Cassano, Carlo Marrale) – 1977

Durata totale: 68:41

### CD 2
1. Vacanze romane – 4:12 (testo: Giancarlo Golzi – musica: Carlo Marrale) – 1983
2. Il tempo del sole – 4:32 (testo: Giancarlo Golzi, Aldo Stellita – musica: Antonella Ruggiero, Piero Cassano, Carlo Marrale) – 1980*
3. Aristocratica – 4:54 (testo: Aldo Stellita – musica: Carlo Marrale) – 1984
4. Fantasia – 4:10 (testo: Giancarlo Golzi, Aldo Stellita – musica: Antonella Ruggiero, Carlo Marrale) – 1982
5. Matia Bazar con Enzo Jannacci – Elettrochoc – 4:46 (testo: Giancarlo Golzi – musica: Carlo Marrale) – 1983
6. Sulla scia – 4:54 (testo: Aldo Stellita, Marco Guzzetti – musica: Carlo Marrale) – 1984*
7. Palestina – 4:14 (testo: Aldo Stellita – musica: Mauro Sabbione) – 1983*
8. Italian sinfonia – 4:18 (testo: Giancarlo Golzi, Aldo Stellita – musica: Antonella Ruggiero, Piero Cassano, Carlo Marrale) – 1980
9. Angelina – 4:50 (testo: Aldo Stellita – musica: Antonella Ruggiero, Carlo Marrale) – 1985
10. Una persona normale – 4:59 (testo: Aldo Stellita – musica: Piero Cassano) – 1980*
11. Io ti voglio adesso – 5:01 (testo: Aldo Stellita – musica: Piero Cassano) – 1982*
12. Il video sono io – 3:54 (testo: Giancarlo Golzi – musica: Antonella Ruggiero) – 1983
13. Cercami ancora – 4:03 (testo: Aldo Stellita – musica: Carlo Marrale) – 1984
14. Carmen – 4:34 (testo: Giancarlo Golzi – musica: Antonella Ruggiero) – 1984*
15. Passa la voglia (Look at the Rain Fall) – 4:13 (testo: Aldo Stellita – musica: Nicholas William Laird-Clowes) – 1982*
16. Souvenir (versione album) – 4:34 (testo: Aldo Stellita – musica: Sergio Cossu, Carlo Marrale) – 1985

Durata totale: 72:08

### CD 3
1. Ti sento – 4:13 (testo: Aldo Stellita – musica: Sergio Cossu, Carlo Marrale) – 1985
2. Via col vento – 4:48 (testo: Marco Guzzetti, Giancarlo Golzi – musica: Sergio Cossu, Carlo Marrale) – 1985*
3. Noi (versione album) – 5:05 (testo: Aldo Stellita – musica: Sergio Cossu) – 1987
4. Mi manchi ancora – 5:26 (testo: Aldo Stellita – musica: Antonella Ruggiero, Sergio Cossu) – 1987
5. Aria – 5:18 (testo: Aldo Stellita – musica: Antonella Ruggiero) – 1987
6. Dieci piccoli indiani – 4:41 (testo: Aldo Stellita – musica: Sergio Cossu) – 1987
7. Vaghe stelle dell'Orsa – 3:46 (testo: Aldo Stellita – musica: Riccardo Giagni, Carlo Marrale) – 1987
8. Stringimi (versione album) – 5:16 (testo: Aldo Stellita – musica: Sergio Cossu) – 1989
9. Besame – 4:41 (testo: Francesco Magni, Aldo Stellita – musica: Carlo Marrale) – 1989
10. Cuore irlandese – 5:54 (testo: Aldo Stellita – musica: Sergio Cossu) – 1989
11. La prima stella della sera – 4:29 (testo: Aldo Stellita – musica: Sergio Cossu, Carlo Marrale) – 1988
12. Da qui a... – 4:00 (testo: Marco Guzzetti, Aldo Stellita – musica: Sergio Cossu) – 1985*
13. Amami – 4:02 (testo: Aldo Stellita – musica: Sergio Cossu, Carlo Marrale) – 1985
14. Nell'era delle automobili – 4:26 (testo: Aldo Stellita – musica: Carlo Marrale) – 1989
15. I Feel You (edited version) – 4:18 (testo: Sandy Marton – musica: Sergio Cossu, Carlo Marrale) – 1986

Durata totale: 70:23

## Formazione
Gruppo
- Antonella Ruggiero - voce solista, percussioni
- Sergio Cossu, Mauro Sabbione - tastiere
- Piero Cassano - tastiere, voce, chitarra
- Carlo Marrale - chitarre, voce
- Aldo Stellita - basso
- Giancarlo Golzi - batteria, percussioni